# Denisse Fuenmayor
Denisse Fuenmayor (Guacara, Venezuela, 17 de mayo de 1979) es una jugadora y entrenadora de sóftbol venezolana. Compitió para Venezuela en los Juegos Olímpicos de Pekín 2008.
En 2024 y 2025 fue mánager de los Diablos Rojos de México Femenil en la Liga Mexicana de Softbol (LMS).

## Trayectoria
La venezolana comenzó a jugar sóftbol cuando tenía 15 años, y previamente practicó judo, deporte que la llevó a representar a su país en torneos internacionales.
Jugó en la Liga Profesional de Sóftbol de Estados Unidos e Italia; mientras que, por 24 años participó en la Selección Nacional de Sóftbol  de Venezuela.
En 2020, una bacteria llamada estafilococo afectó a su organismo, ocasionándole la pérdida de movilidad; no obstante, la jugadora logró recuperarse.

## Palmarés
| Año  | Lugar          | Competición                            |
| ---- | -------------- | -------------------------------------- |
| 1998 | Fujinomiya     | Campeonato Mundial de Sóftbol Femenino |
| 2003 | El Salvador    | Juegos Centroamericanos y del Caribe   |
| 2007 | Río de Janeiro | Juegos Panamericanos de Río de Janeiro |
| 2008 | China          | Juegos Olímpicos de Pekín              |
| 2019 | Lima           | Juegos Panamericanos de Lima           |

## Reconocimientos
Algunos de los reconocimientos con los que la atleta ha sido condecorada son:
- Fue la jugadora más valiosa durante la Copa Canadá en 2016.[9]
- Fue 4 veces considerada la atleta del año por la Federación Venezolana de Softbol.
- Durante los Juegos Alba Cuba, en 2007, fue elegida como la jugadora más valiosa.